# ワイルド・ソーンベリーズ
ワイルド・ソーンベリーズ（The Wild Thornberrys）は、アメリカ合衆国のテレビアニメ。アメリカのニコロデオンでは、1998年9月1日から2004年6月11日まで放送された。日本のニコロデオンでも放送されたことがある。

## キャラクター
エリザベス・ソーンベリー
声 - レイシー・シャーベル（芝原チヤコ）
12歳の少女。オレンジ色のおさげな髪で、時にはポニーテールにしたりしている。丸い眼鏡を掛け、2つのブレースで繋がった4つの大きな歯を持っており、彼女にはそばかすがある。彼女は動物（例えばチンパンジー）とコミュニケーションを取ることができる。
ナイジェル・ソーンベリー
声 - ティム・カリー（園部啓一）
エリザベスの父
マリアン・ソーンベリー　　
声 - ジョディ・カーライル（髙月希海）
エリザベスの母
ドニー・ソーンベリー
声 - マイケル・ピーター・バルザリー（川中子雅人）
デビー・ソーンベリー
声 - ダニエル・ハリス（まるたまり）
ダーヴィン
声 - トム・ケイン（鈴木勝美）
ソーンベリーのペットであるチンパンジー。
タイラー
声 - ? / 青山桐子
- そのほかの声優 - 小出悦子[5]、柚木麻友子（少年）[6]

## エピソード
第48話「デビーの日記（Dear Diary）」

## 日本語吹き替え版スタッフ
- 演出 - 甲斐樹美子[7]